# IHF-Pokal der Frauen 1990/91
Der IHF-Pokal 1990/91 war die zehnte Austragung dieses Handball-Wettbewerbes, der zum ersten Mal von dem (damals) jugoslawischen Club ŽRK Lokomotiva Zagreb gewonnen wurde. Der Pokal wurde von September 1990 bis Mai 1991 ausgetragen.

## 1. Runde
|                            | Gesamt |                             | Hinspiel | Rückspiel |
| -------------------------- | ------ | --------------------------- | -------- | --------- |
| Sparkasse Wiener Neustadt  | 30:48  | ATV Basel-Stadt 1862        | 18:24    | 12:24     |
| GKS Piotrcovia Trybunalski | 41:37  | Skuru IK                    | 23:15    | 18:22     |
| Volan Sofia                | 62:28  | Halk Bankasi Ankara         | 31:10    | 31:18     |
| Pallamano Sassari          | 55:35  | GNC Aris Nikea              | 32:18    | 23:17     |
| Femina Vise                | 26:53  | SC Leipzig                  | 13:27    | 13:26     |
| EMT Pegaso Madrid          | 46:11  | AD Oeiras                   | 27:5     | 19:6      |
| ASU Lyon                   | 64:19  | Maccabi Kiriat Sharet Holon | 31:8     | 33:11     |
| Zeeman Vastgood Zwaag      | 32:55  | TSV Bayer 04 Leverkusen     | 15:23    | 17:32     |

## Achtelfinale
|                         | Gesamt |                            | Hinspiel | Rückspiel |
| ----------------------- | ------ | -------------------------- | -------- | --------- |
| ŽRK Lokomotiva Zagreb   | 49:43  | Secotex Szeged             | 25:20    | 24:23     |
| GK Kuban Krasnodar      | 42:39  | Sjetne Sjetnemarka         | 23:20    | 19:19     |
| FIF Kopenhagen          | 48:26  | Slovnaft Bratislava        | 19:12    | 29:14     |
| Textila Zalău           | 45:37  | ATV Basel Stadt 1862       | 23:21    | 22:16     |
| Pallamano Sassari       | 65:52  | SC Leipzig                 | 31:32    | 34:20     |
| BFV Frankfurt/Oder      | 41:34  | Volan Sofia                | 24:14    | 17:20     |
| EMT Pegaso Madrid       | 44:46  | GKS Piotrcovia Trybunalski | 25:19    | 19:27     |
| TSV Bayer 04 Leverkusen | 43:31  | ASU Lyon                   | 24:16    | 19:15     |

## Viertelfinale
|                            | Gesamt         |                         | Hinspiel | Rückspiel |
| -------------------------- | -------------- | ----------------------- | -------- | --------- |
| Kuban Krasnodar            | 43:43          | ŽRK Lokomotiva Zagreb   | 28:25    | 15:18     |
| Textila Zalău              | 37:37/ 4:5 pen | FIF Kopenhagen          | 22:15    | 15:22     |
| Pallamano Sassari          | 43:59          | BFV Frankfurt/Oder      | 23:27    | 20:32     |
| GKS Piotrcovia Trybunalski | 34:43          | TSV Bayer 04 Leverkusen | 16:16    | 18:27     |

## Halbfinale
|                       | Gesamt |                         | Hinspiel | Rückspiel |
| --------------------- | ------ | ----------------------- | -------- | --------- |
| ŽRK Lokomotiva Zagreb | 40:30  | FIF Kopenhagen          | 22:15    | 18:15     |
| BFV Frankfurt/Oder    | 35:43  | TSV Bayer 04 Leverkusen | 16:20    | 19:23     |

## Finale
|                       | Gesamt |                         | Hinspiel | Rückspiel |
| --------------------- | ------ | ----------------------- | -------- | --------- |
| ŽRK Lokomotiva Zagreb | 38:31  | TSV Bayer 04 Leverkusen | 19:11    | 19:20     |